# Hochdorf (bei Plochingen)
Hochdorf ist eine Gemeinde im Landkreis Esslingen in Baden-Württemberg. Sie gehört zur Region Stuttgart (bis 1992 Region Mittlerer Neckar) und zur europäischen Metropolregion Stuttgart.

## Geographie

### Geographische Lage
Der Siedlungskern Hochdorfs liegt in Richtung Ost-Süd-Ost ungefähr 13 km Luftlinie von der Kreisstadt Esslingen am Neckar und ungefähr 23 km von Stuttgart entfernt. Gelegen im Vorland der mittleren Schwäbischen Alb liegt der Ort mit weniger als zwei Kilometern sehr viel näher zum Tal der Fils im Norden und Nordwesten sowie dem jenseits dessen beginnenden Naturraum Schurwald als zum Albtrauf im Südosten. Das Gemeindegebiet wird größtenteils vom durch den Hauptort fließenden Talbach zur Fils hin entwässert, dem am südlichen Dorfrand der Dammbach von rechts, im Ort der Tobelbach von links zuläuft. Drei noch kleinere Bäche münden direkt in die Fils.

### Nachbargemeinden
Angrenzende Kommunen sind reihum die Gemeinde Reichenbach an der Fils im Norden, die Stadt Ebersbach an der Fils im Osten, die Gemeinde Notzingen im Süden, die Stadt Wernau im Westen und die Stadt Plochingen im Nordwesten. Alle bis auf Ebersbach an der Fils, das dem Landkreis Göppingen angehört, liegen im eigenen Landkreis Esslingen.

### Gemeindegliederung
Zu Hochdorf gehören das Dorf Hochdorf und das Haus Ziegelhof sowie die abgegangene Ortschaft Hinterburg.

### Flächenaufteilung
Nach Daten des Statistischen Landesamtes, Stand 2014.

## Geschichte

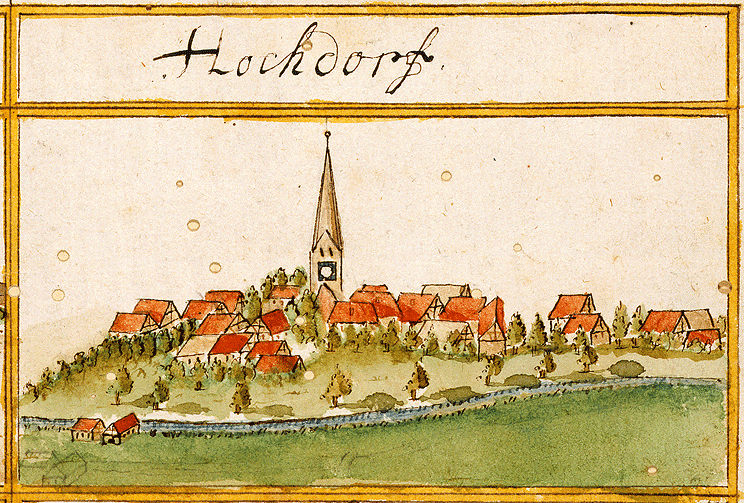
Hochdorf 1683, Forstlagerbuch von Andreas Kieser

### Überblick
Hochdorf wurde 1189 erstmals urkundlich erwähnt, ist aber wohl bereits im 5. Jahrhundert nach Christus entstanden. Der Ort war im Besitz verschiedener Klöster, bis er 1454 zur Grafschaft Württemberg gelangte. Innerhalb Württembergs gehörte Hochdorf zunächst zum Amt Kirchheim und wurde 1485 dem Amt Göppingen zugeordnet. Bei der Umsetzung der neuen Verwaltungsgliederung im 1806 gegründeten Königreich Württemberg verblieb Hochdorf zunächst beim Oberamt Göppingen. 1842 erfolgte die Umgliederung zum Oberamt Kirchheim. Bei der Kreisreform während der NS-Zeit in Württemberg gelangte Hochdorf 1938 zum Landkreis Nürtingen. 1945 wurde der Ort Teil der Amerikanischen Besatzungszone und gehörte somit zum neu gegründeten Land Württemberg-Baden, das 1952 im jetzigen Bundesland Baden-Württemberg aufging. 1973 erfolgte die Kreisreform in Baden-Württemberg, bei der Hochdorf zum Landkreis Esslingen kam.

### Religionen
Seit der Reformation ist Hochdorf vorwiegend evangelisch geprägt.

### Einwohnerentwicklung
Die Einwohnerzahlen sind Volkszählungsergebnisse (¹) oder amtliche Fortschreibungen des Statistischen Landesamtes (nur Hauptwohnsitze).
| Stichtag            | Einwohnerzahl |
| ------------------- | ------------- |
| 1. Dezember 1871¹   | 880           |
| 1. Dezember 1900¹   | 1.051         |
| 17. Mai 1939¹       | 1.225         |
| 13. September 1950¹ | 1.785         |
| 6. Juni 1961¹       | 2.436         |
| 27. Mai 1970¹       | 3.541         |
| 25. Mai 1987¹       | 4.115         |
| 31. Dezember 1995   | 4.492         |
| 31. Dezember 2000   | 4.720         |
| 31. Dezember 2005   | 4.690         |
| 31. Dezember 2010   | 4.693         |
| 31. Dezember 2015   | 4.895         |
| 31. Dezember 2020   | 4.754         |

## Politik

### Bürgermeister
- 1920–1945 Eugen Güthle
- 1945–1948 Hermann Weber
- 1948–1978 Heinrich Traub
- 1978–1986 Franz-Lothar Wirtgen
- 1986–2009 Roland Erhardt
- seit 2009 Gerhard Kuttler

### Gemeinderat
Der Gemeinderat in Hochdorf besteht aus den gewählten 14 ehrenamtlichen Gemeinderäten und dem Bürgermeister als Vorsitzendem. Der Bürgermeister ist im Gemeinderat stimmberechtigt. 
Die Kommunalwahl am 9. Juni 2024 führte zu folgendem Endergebnis. 
| Parteien und Wählergemeinschaften | Parteien und Wählergemeinschaften            | % 2024  | Sitze 2024 | % 2019  | Sitze 2019 | Kommunalwahl 2024 %3020100 23,37 %21,86 %25,16 %15,68 %13,93 % CDUSPDFWMITTEGrüneGewinne und Verlusteim Vergleich zu 2019 %p 6 4 2 0 −2 −4+5,49 %p−1,91 %p−3,29 %p+1,62 %p−1,92 %pCDUSPDFWMITTEGrüne |
| CDU                               | Christlich Demokratische Union Deutschlands  | 23,37   | 3          | 17,88   | 3          | Kommunalwahl 2024 %3020100 23,37 %21,86 %25,16 %15,68 %13,93 % CDUSPDFWMITTEGrüneGewinne und Verlusteim Vergleich zu 2019 %p 6 4 2 0 −2 −4+5,49 %p−1,91 %p−3,29 %p+1,62 %p−1,92 %pCDUSPDFWMITTEGrüne |
| SPD                               | Sozialdemokratische Partei Deutschlands      | 21,86   | 3          | 23,77   | 3          | Kommunalwahl 2024 %3020100 23,37 %21,86 %25,16 %15,68 %13,93 % CDUSPDFWMITTEGrüneGewinne und Verlusteim Vergleich zu 2019 %p 6 4 2 0 −2 −4+5,49 %p−1,91 %p−3,29 %p+1,62 %p−1,92 %pCDUSPDFWMITTEGrüne |
| FUW                               | Freie Unabhängige Wählervereinigung Hochdorf | 25,16   | 4          | 28,45   | 4          | Kommunalwahl 2024 %3020100 23,37 %21,86 %25,16 %15,68 %13,93 % CDUSPDFWMITTEGrüneGewinne und Verlusteim Vergleich zu 2019 %p 6 4 2 0 −2 −4+5,49 %p−1,91 %p−3,29 %p+1,62 %p−1,92 %pCDUSPDFWMITTEGrüne |
| MITTE                             | Die.Mitte                                    | 15,68   | 2          | 14,06   | 2          | Kommunalwahl 2024 %3020100 23,37 %21,86 %25,16 %15,68 %13,93 % CDUSPDFWMITTEGrüneGewinne und Verlusteim Vergleich zu 2019 %p 6 4 2 0 −2 −4+5,49 %p−1,91 %p−3,29 %p+1,62 %p−1,92 %pCDUSPDFWMITTEGrüne |
| GRÜNE                             | Bündnis 90/Die Grünen                        | 13,93   | 2          | 15,85   | 2          | Kommunalwahl 2024 %3020100 23,37 %21,86 %25,16 %15,68 %13,93 % CDUSPDFWMITTEGrüneGewinne und Verlusteim Vergleich zu 2019 %p 6 4 2 0 −2 −4+5,49 %p−1,91 %p−3,29 %p+1,62 %p−1,92 %pCDUSPDFWMITTEGrüne |
| gesamt                            | gesamt                                       | 100,0   | 14         | 100,0   | 14         | Kommunalwahl 2024 %3020100 23,37 %21,86 %25,16 %15,68 %13,93 % CDUSPDFWMITTEGrüneGewinne und Verlusteim Vergleich zu 2019 %p 6 4 2 0 −2 −4+5,49 %p−1,91 %p−3,29 %p+1,62 %p−1,92 %pCDUSPDFWMITTEGrüne |
| Wahlbeteiligung                   | Wahlbeteiligung                              | 70,87 % | 70,87 %    | 69,38 % | 69,38 %    | Kommunalwahl 2024 %3020100 23,37 %21,86 %25,16 %15,68 %13,93 % CDUSPDFWMITTEGrüneGewinne und Verlusteim Vergleich zu 2019 %p 6 4 2 0 −2 −4+5,49 %p−1,91 %p−3,29 %p+1,62 %p−1,92 %pCDUSPDFWMITTEGrüne |

### Wappen
Blasonierung: „In Silber (weiß) auf grünem Dreiberg drei grüne Linden.“ (Bescheid von 1966)

### Partnerschaften
Die Gemeinde Hochdorf unterhält partnerschaftliche Beziehungen zu Hochdorf in Thüringen, einem Ortsteil der Stadt Blankenhain im Landkreis Weimarer Land.

## Wirtschaft und Infrastruktur

### Bildung
Seit den 1970er Jahren gibt es mit der Breitwiesenschule in Hochdorf nur noch eine Grundschule. Weiterführende Schulen werden in den Nachbarorten besucht. Des Weiteren bestehen drei Kindergärten und ein Waldkindergarten in der Gemeinde. Das Kinderhaus am Talbach sowie der Waldkindergarten "Die Waldmäuse" sind unter Trägerschaft der evangelischen Kirche. Das "Albert-Schweitzer-Kinderhaus" ist unter Trägerschaft der katholischen Kirche. Das Kinderhaus "Im Hof" ist unter Trägerschaft der Gemeinde Hochdorf und bietet ausschließlich Ganztagsplätze an. Die Kinder- und Jugendbücherei umfasst einen Bestand von 4000 Medien.

### Naturdenkmale
Auf der Gemarkung Hochdorf gibt es ein Einzel- und elf flächenhafte Naturdenkmale.
- Lindengruppe (drei Winterlinden)
- Kreuzeiche (1999 dem Orkan Lothar zum Opfer gefallen)
- ein aufgelassener Angulatensandstein-Steinbruch
- der Talbach mit dem Mühlkanal
- verschiedene Feldhecken und Feldgehölze

### Regelmäßige Veranstaltungen
- Martini-Markt
- Mehrtägiges Musikvereinfest
- Bauernmarkt
- Mostfest
- Lichterfest
- Feuerwehrfest
- Reitturnier
- Maibaumaufstellen
- Hallenfasnet & Dämmerungsumzug
- Sommerzeltlager
- Kinderbibelwoche

## Persönlichkeiten

### Ehrenbürger
- Heinrich Traub (1920–2017), ehemaliger Bürgermeister

### In Hochdorf geboren
- Gottlieb Fischer (1867–1926), Landtagsabgeordneter
- Mareike Arndt (* 1992), Leichtathletin, mehrfache Deutsche Meisterin im Siebenkampf
- Dominik Bruntner (* 1993), Model, Mister Germany 2017

### Mit Hochdorf verbunden
- Hans Blickensdörfer (1923–1997), Sportjournalist und Schriftsteller, lebte zuletzt in Hochdorf
- Siegmar Mosdorf (* 1952), Politiker (SPD), Bundestagsabgeordneter (1990–2002) und Parlamentarischer Staatssekretär beim Bundesminister für Wirtschaft und Technologie (1998–2002), Mitbegründer und langjähriger Leiter der Bürgerstiftung Hochdorf
- Susanne Weber-Mosdorf (* 1953), Politikerin (SPD), zwischen 2006 und 2011 stellvertretende Generaldirektorin der Weltgesundheitsorganisation, Mitbegründerin der Bürgerstiftung Hochdorf, wohnt in Hochdorf[5]
- Andreas Malessa (* 1955), Hörfunkjournalist und evangelisch-freikirchlicher Theologe, wohnhaft in Hochdorf
- Marc Gremm (* 1971), deutscher Bariton und Produzent, wuchs in Hochdorf auf.
- Rüdiger Kauf (* 1975), Fußballprofi beim VfB Stuttgart und Arminia Bielefeld, spielte in seiner Jugend beim TV Hochdorf
- Nicolas Fink (* 1976), Politiker (SPD), Landtagsabgeordneter (seit 2019), Gemeinderat in Hochdorf von 1999 bis 2002